# Llista de missions diplomàtiques de Ruanda

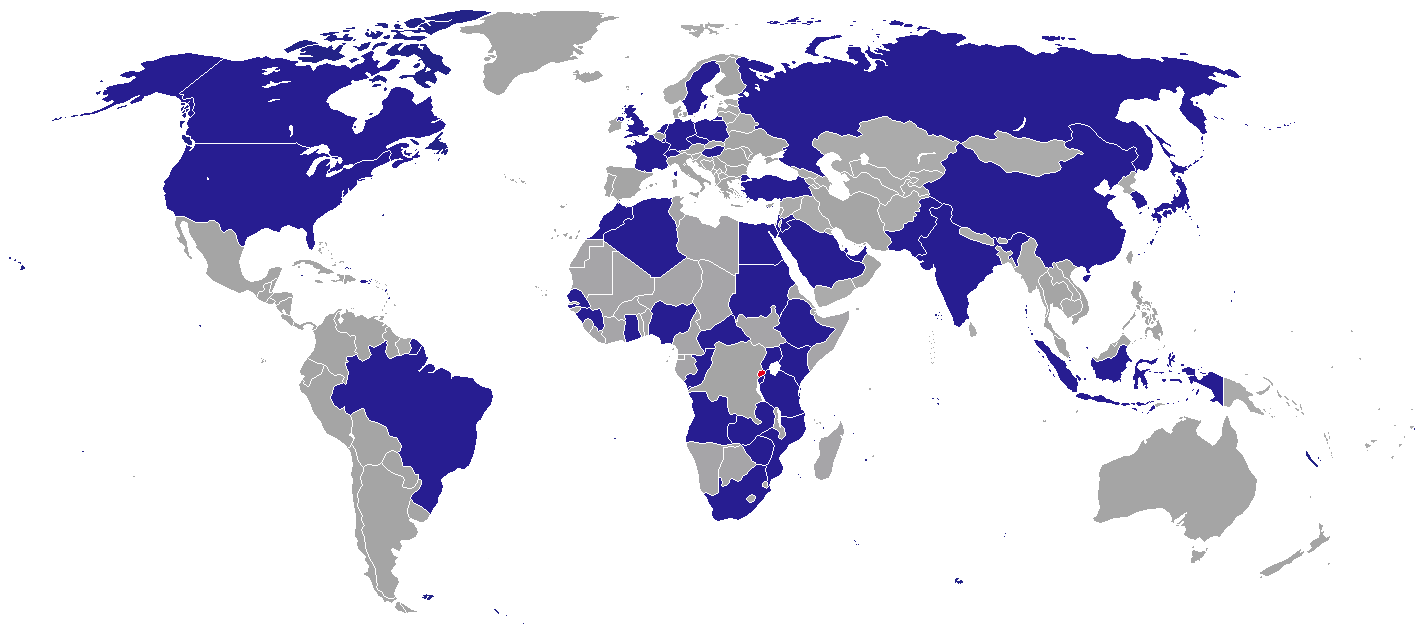
Missions diplomàtiques ruandeses

Aquesta és una llista de missions diplomàtiques de Ruanda, exclosos consolats honoraris.

## Àfrica

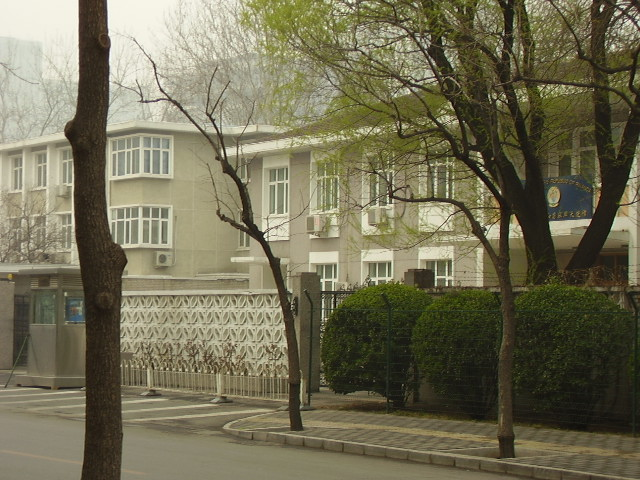
Ambaixada de Ruanda a Pequín

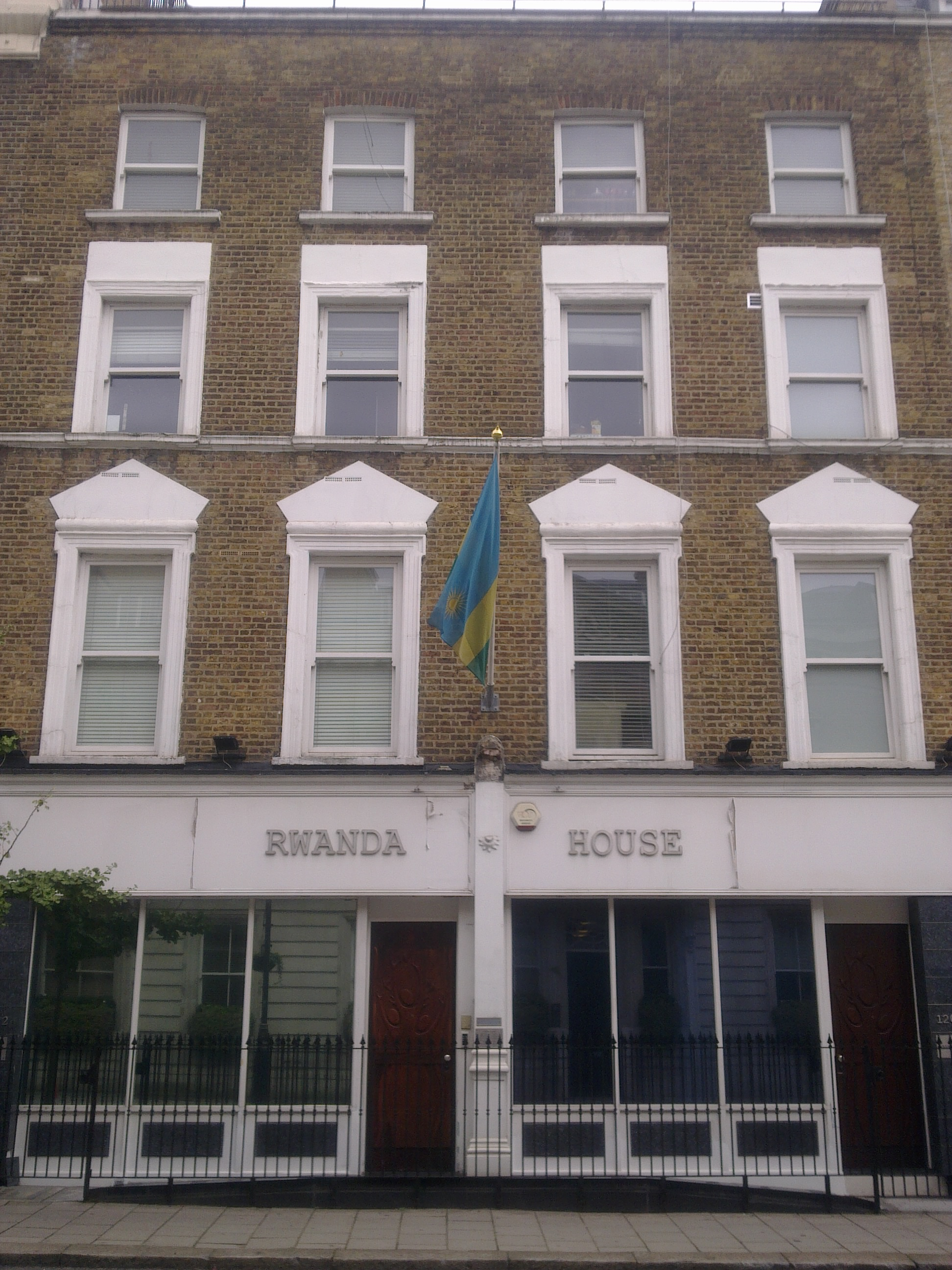
Alta Comissió de Ruanda a Londres

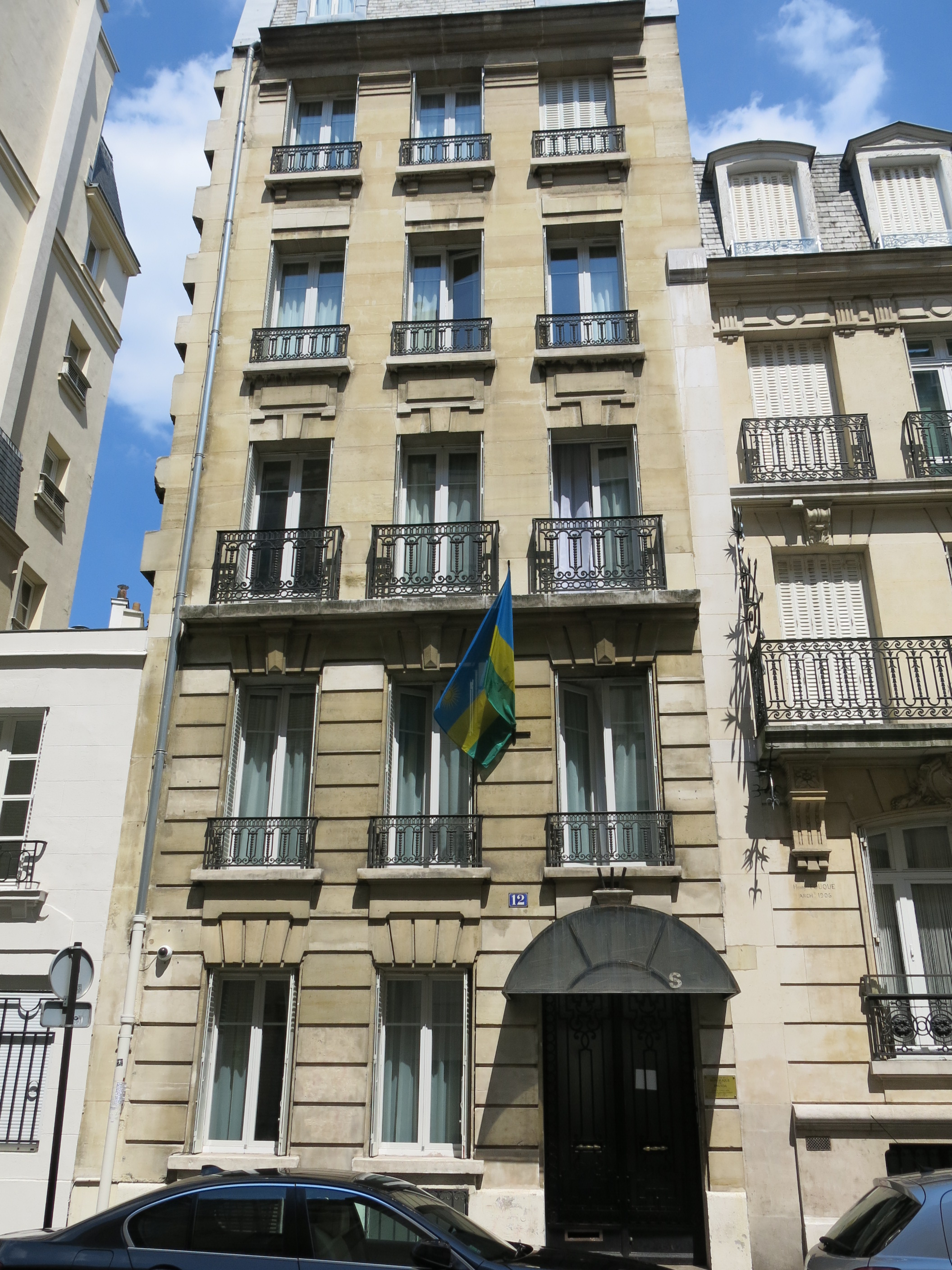
Ambaixada de Ruanda a París

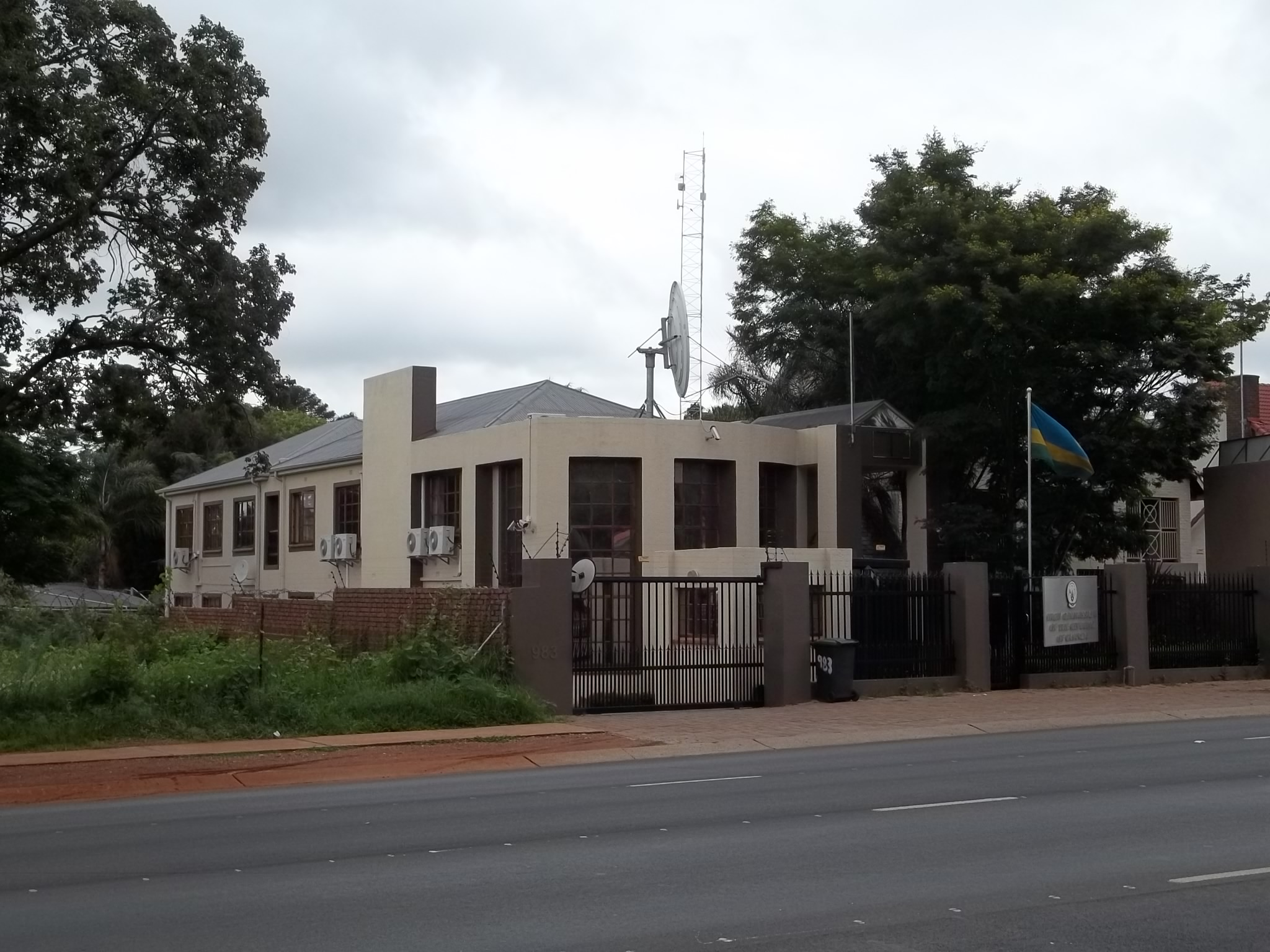
Alta Comissió de Ruanda a Pretòria

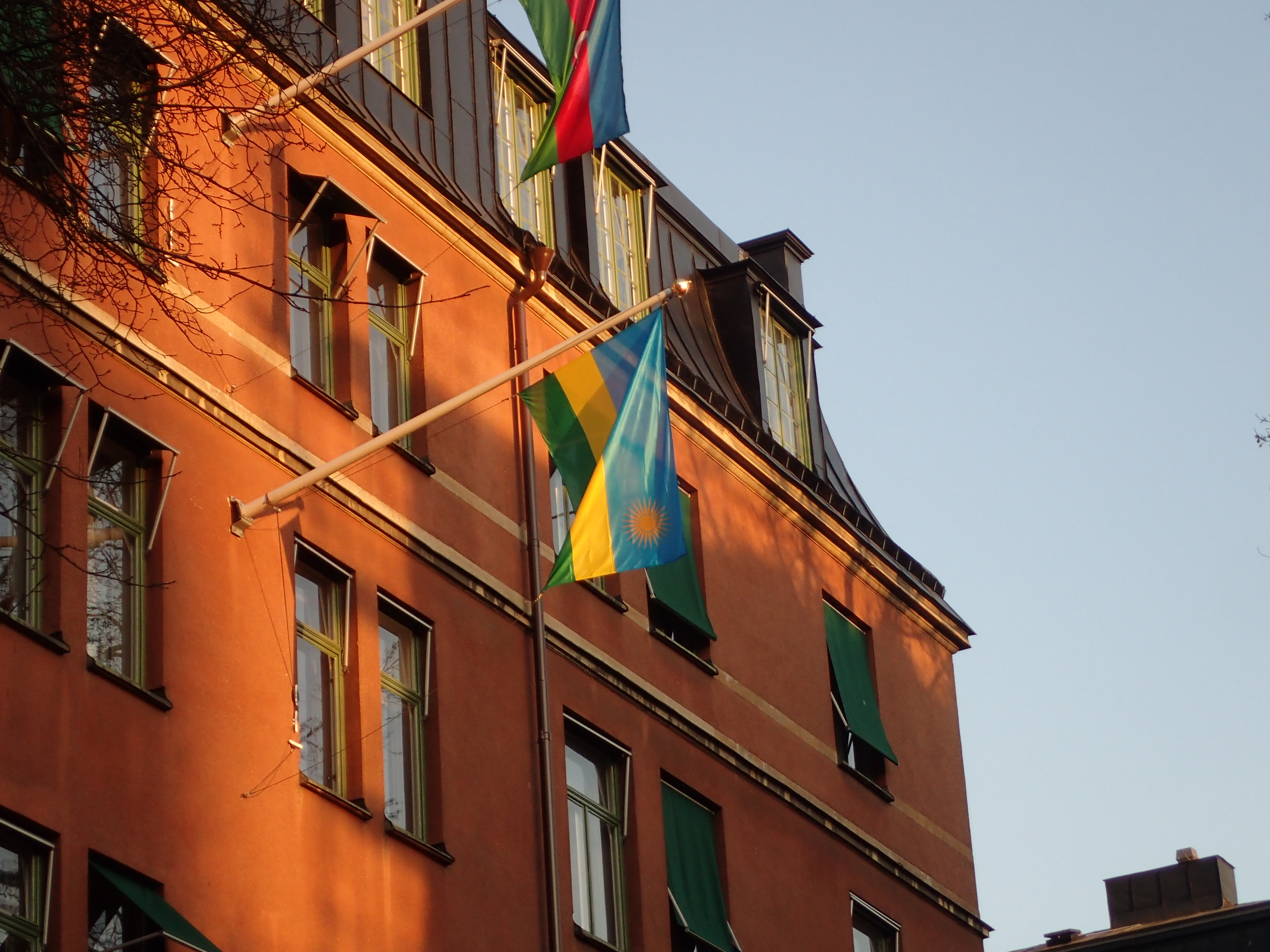
Ambaixada de Ruanda a Estocolm

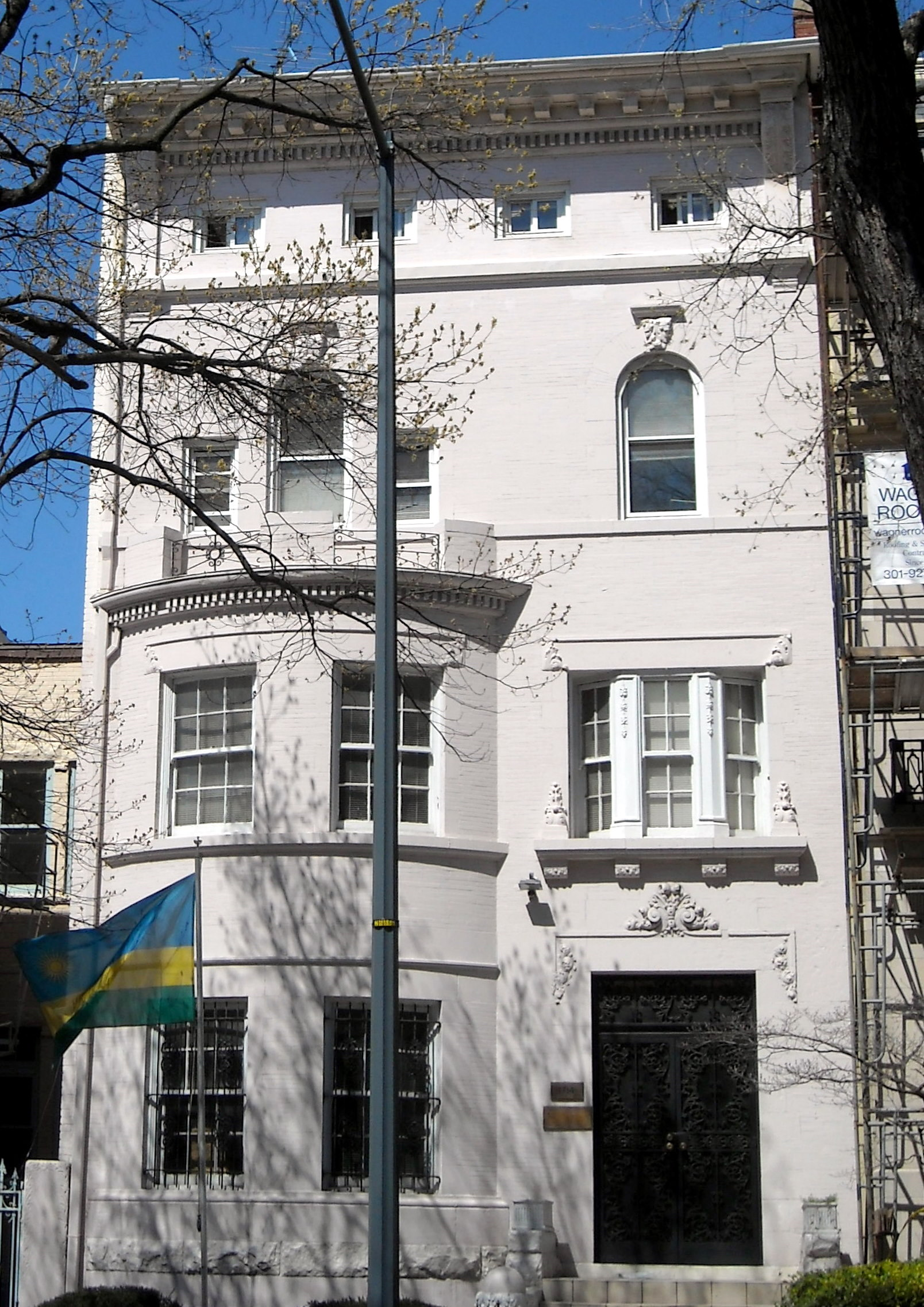
Ambaixada de Ruanda a Washington, D.C.

- Angola
  - Luanda (Ambaixada)
- Burundi
  - Bujumbura (Ambaixada)
- R.D. del Congo
  - Kinshasa (Ambaixada)
- Rep. del Congo
  - Brazzaville (Ambaixada)
- Egipte
  - Cairo (Ambaixada)
- Etiòpia
  - Addis Ababa (Ambaixada)
- Kenya
  - Nairobi (Alta Comissió)
- Nigèria
  - Abuja (Alta Comissió)
- Senegal
  - Dakar (Ambaixada)
- Sud-àfrica
  - Pretòria (Alta Comissió)
- Sudan
  - Khartum (Ambaixada)
- Tanzània
  - Dar es Salaam (Alta Comissió)
- Uganda
  - Kampala (Alta Comissió)
- Zàmbia[1]
  - Lusaka (Alta Comissió)

## Amèrica
- Canadà
  - Ottawa (Alta Comissió)
- Estats Units
  - Washington, D.C. (Ambaixada)

## Àsia
- R.P. de la Xina
  - Pequín (Ambaixada)
- Índia
  - Nova Delhi (Alta Comissió)
- Israel
  - Tel-Aviv (Ambaixada)
- Japó
  - Tòquio (Ambaixada)
- Singapur 
  - Singapur (Alta Comissió)
- Corea del Sud
  - Seül (Ambaixada)
- Turquia
  - Ankara (Ambaixada)
- Emirats Àrabs Units
  - Abu Dhabi (Ambaixada)[1]

## Europa
- Bèlgica
  - Brussel·les (Ambaixada)
- França
  - París (Ambaixada)
- Alemanya
  - Berlín (Ambaixada)
- Països Baixos
  - la Haia (Ambaixada)
- Rússia
  - Moscou (Ambaixada)
- Suècia
  - Estocolm (Ambaixada)
- Suïssa
  - Ginebra (Ambaixada)
- Regne Unit
  - Londres (Alta Comissió)

## Organitzacions multilaterals
- Unió Africana
  - Addis Ababa (Missió permanent a la Unió Africana)
- Unió Europea
  - Brussel·les (Missió en la Unió Europea)
- Nacions Unides
  - Ginebra (Missió Permanent a les Nacions Unides i altres organitzacions internationals)
  - Nova York (Missió Permanent a les Nacions Unides)